# Clavicèmbal
El clavicèmbal o clavecí és un instrument musical de teclat de cordes polsades (a diferència del piano o el clavicordi, que són de cordes percudides). La família del clavicèmbal també inclou els instruments més petits coneguts com a virginal i espineta. Aquesta família d'instruments possiblement s'originà quan es començà a adjuntar un teclat a l'extrem d'un saltiri.

## Història

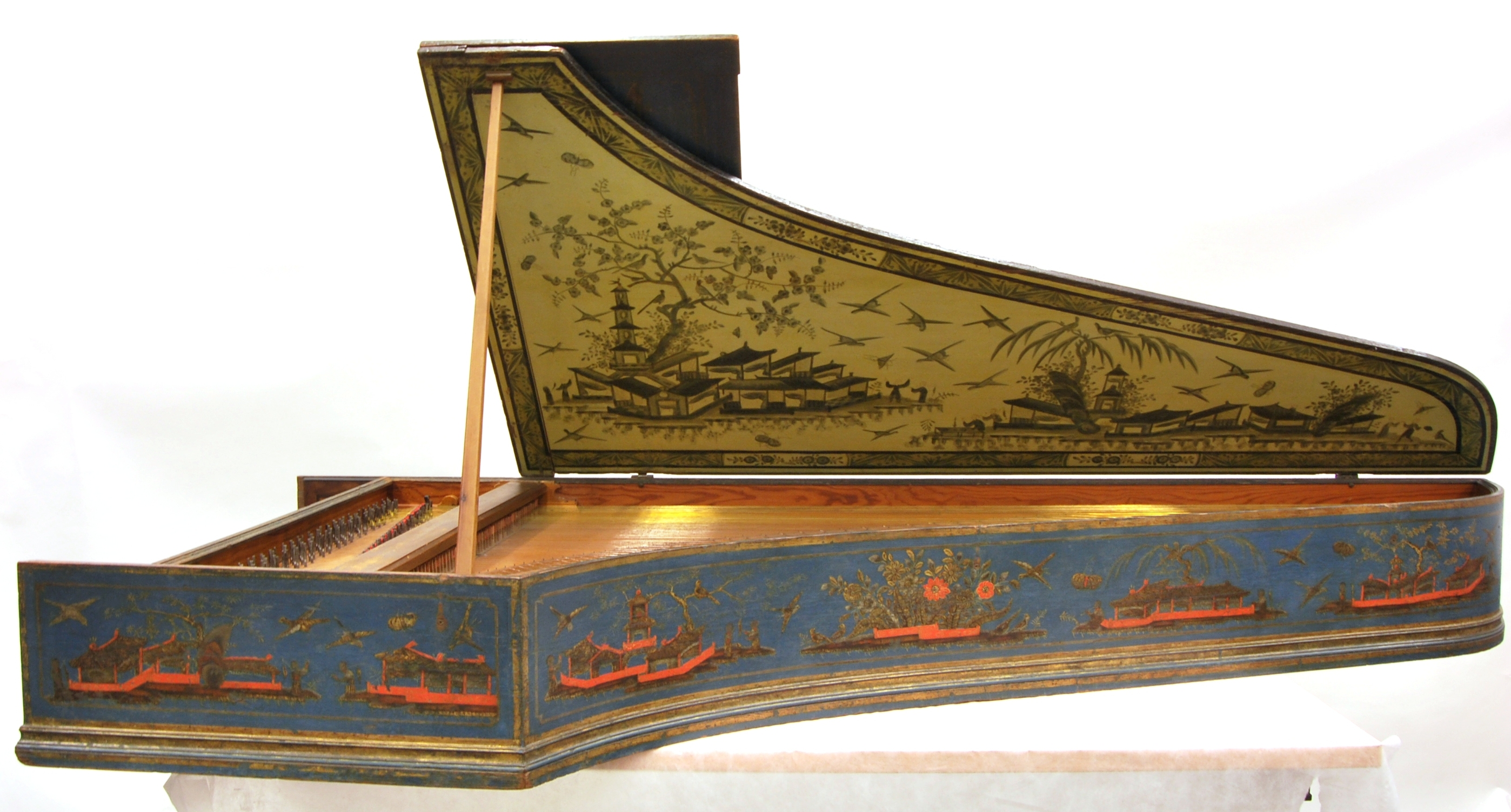
Clavicèmbal, Christian Zell, Museu de la Música de Barcelona

L'origen del clavicèmbal, tot i que poc clar, es pot situar a l'alta edat mitjana. Les primeres referències escrites daten del segle xiv, una època en què es realitzaren avenços en maquinària i rellotgeria i, per tant, és possible que s'adaptés algun tipus de mecanisme als saltiris. Un manuscrit llatí de Henri Arnault de Zwolle (circa 1440) presenta alguns diagrames detallats d'un petit clavicèmbal.
Els primers clavicèmbals complets que es conserven són d'origen italià, el primer dels quals data de 1521. Malgrat tot, no ens aporten dades sobre l'origen de l'instrument, ja que es tracta de versions acabades i perfeccionades de l'instrument. Aquests primers clavicèmbals italians, d'un sol manual (un sol teclat), són de construcció força lleugera i amb una tensió de les cordes relativament baixa. Aquest estil es mantingué a Itàlia durant segles i, per això, en general, els clavicèmbals italians tenen un so agradable però poc espectacular i són especialment adients per a l'acompanyament i el baix continu.
Cap a la fi del segle xvi a Flandes es produí una revolució en la construcció de clavicèmbals, amb el treball de Hans Ruckers i els seus successors. Els clavicèmbals flamencs eren més robustos que els italians. Com que utilitzaven cordes més llargues i amb una tensió superior, a més d'una carcassa més pesada i una taula harmònica prima d'avet amb una gran resposta, el to resultava més potent i establí el model de construcció de clavicèmbals a molts països durant els segles següents. Els constructors flamencs també introduïren el clavicèmbal de dos manuals, inicialment previst per permetre una transposició fàcil (en un interval de quarta) més que no pas per augmentar el ventall expressiu de l'instrument. Així i tot, durant el segle xvii, el manual addicional es començà a utilitzar també per proporcionar un contrast de so i, a més, amb la possibilitat de combinar els registres dels dos manuals per donar un so més rodó.
Durant el segle xviii el tipus flamenc es desenvolupà especialment a França, on generalment els instruments s'ampliaren de quatre a cinc octaves. A més, en els models francesos de dos manuals aquests s'utilitzaven per variar les combinacions de registres (cordes) polsades més que no pas per a la transposició. Aquest tipus de clavicèmbal es considera el model més perfeccionat i acostuma a ser la base de la construcció de clavicèmbals moderns. A Anglaterra Jacob Kirckman (d'Alsàcia) i Burkat Shudi (de Suïssa), assoliren una justa fama pels seus excel·lents clavicèmbals, però la potència del seu so, considerada a vegades excessiva per a la mateixa música, feu que no creessin una escola com la derivada dels constructors francesos. Els clavicèmbals alemanys seguiren bàsicament el model francès, amb un interès especial per aconseguir una gran varietat de sonoritats, potser perquè la majoria també eren constructors d'orgues.
A mitjans del segle xviii, quan el clavicèmbal es trobava en el seu moment de màxima esplendor, començà a perdre pes en favor perquè va sorgir el recentment desenvolupat pianoforte. La gran capacitat dinàmica del piano com a instrument solista i les noves modes musicals, que no afavorien la rica estructura harmònica i rítmica del baix continu, anaren relegant el clavicèmbal, considerat cada vegada més com un instrument poc expressiu. Com a resultat, durant el segle xix es perdé el coneixement de la construcció de clavicèmbals i a la fi del segle era un instrument pràcticament desaparegut. A partir dels anys 1920, l'interès en la interpretació amb criteris històrics comportà una revifalla del clavicèmbal, inicialment amb resultats poc encoratjadors. Cap als anys 1950 i 1960 el nou impuls de la interpretació històrica feu que els nous constructors de clavicèmbals abandonessin definitivament les tècniques heretades de la construcció de pianos i retornessin als mètodes dels constructors barrocs, tal com es fa actualment. En els darrers trenta anys el clavicèmbal ha retrobat el seu lloc privilegiat en la interpretació de la música barroca, com a instrument solista, concertant o de baix continu.

## Mecanisme

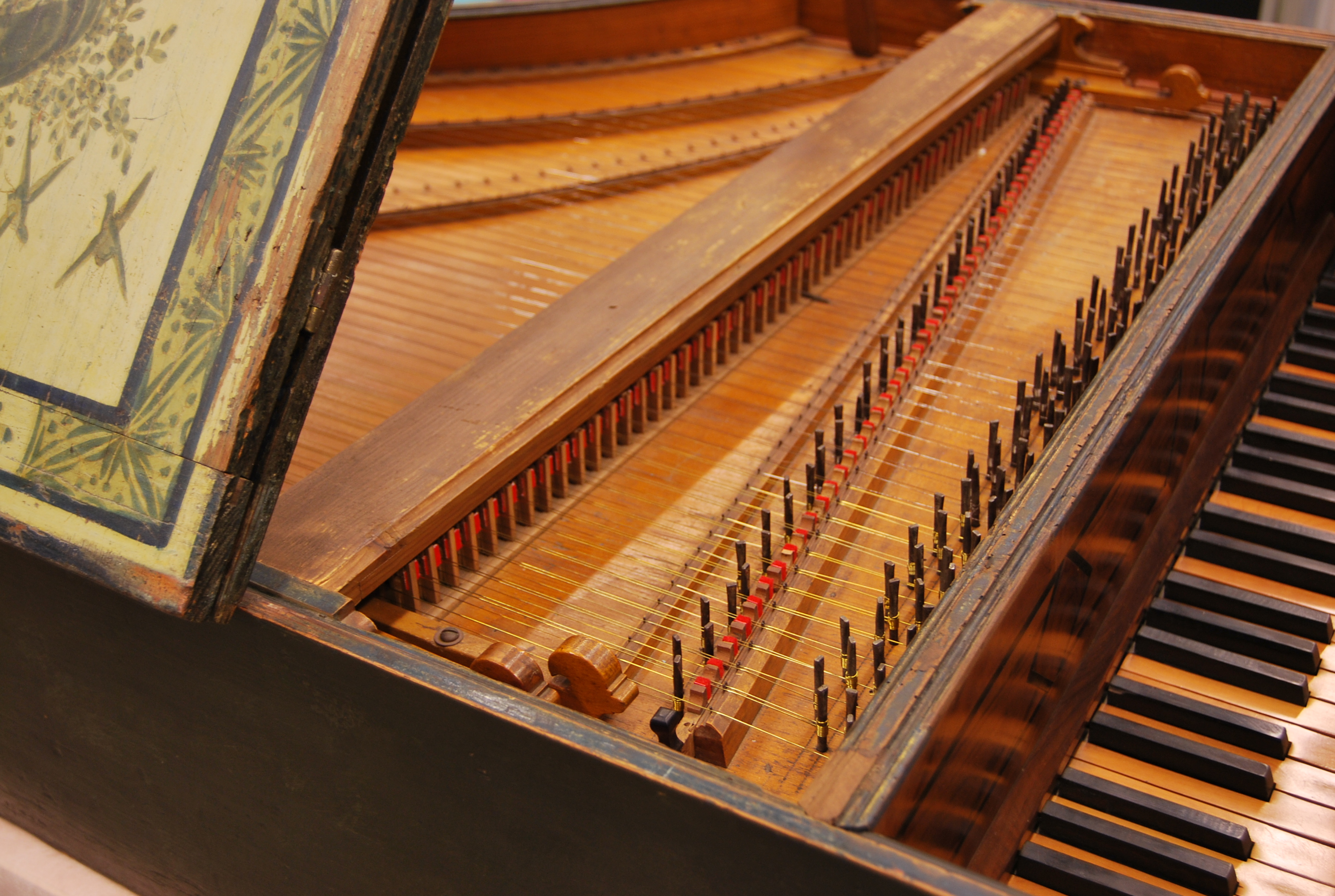
Detall del mecanisme del clavicèmbal de Christian Zell, al Museu de la Música de Barcelona

Els clavicèmbals varien en mida i forma, però tots tenen el mateix mecanisme bàsic. L'intèrpret prem una tecla que es balanceja sobre un pivot al mig de la seva longitud. L'altre extrem de la tecla aixeca un gatillo (una llarga tira de fusta) que sosté un petit plectre (una peça de ploma en forma de falca, sovint feta de plàstic al segle xxi), que polsa la corda. Quan l'intèrpret deixa anar la tecla, l'extrem més allunyat torna a la seva posició de repòs i el gatillo cau enrere; el plectre, muntat en un mecanisme de llengüeta que pot girar cap enrere allunyant-se de la corda, passa la corda sense polsar-la de nou. Quan la tecla arriba a la seva posició de repòs, un amortidor de feltre a sobre del gatillo atura les vibracions de la corda. Aquests principis bàsics s'expliquen detalladament a continuació.

Figura 1: vista esquemàtica d'un clavicèmbal manual simple de 2 × 8 '

- La palanca de clau és un pivot simple, que es balanceja sobre un passador d'equilibri que passa a través d'un forat perforat a través de la palanca de clau.Detall de la part superior d'un martinet.

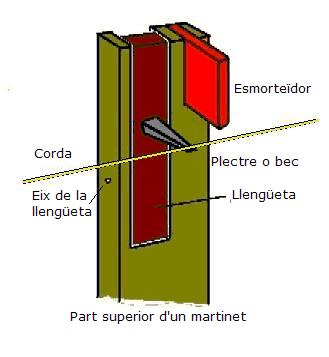
Detall de la part superior d'un martinet.

- El martinet és una peça de fusta prima i rectangular que es troba dreta a l'extrem de la palanca de la clau. Els martinets es mantenen al seu lloc mitjançant els registres. Es tracta de dues llargues tires de fusta (la superior mòbil, l'inferior fixa), que passen per l'espai entre el bloc de passadors i el travesser. Els registres tenen caixes rectangulars (forats) pels quals passen els martinets mentre es poden moure amunt i avall. Els registres mantenen els martinets a la ubicació precisa necessària per polsar la corda.
- En el saxo, un plectre sobresurt gairebé horitzontalment (normalment el plectre està lleugerament inclinat cap amunt) i passa just per sota de la corda. Històricament, els plectres es feien de ploma d'ocell o de cuir; molts clavicèmbals moderns tenen plectres de plàstic (delrin o celcon).

- Quan es prem la part frontal de la tecla, la part posterior s'eleva, el gallet s'aixeca i el plectre polsa la corda.

- El moviment vertical del gat s'atura llavors amb el rail superior (també anomenat rail superior), que està cobert amb feltre suau per amortir l'impacte.

 Figura 3: com funciona l'acció del clavicèmbal

- Quan es deixa anar la tecla, el gallet cau pel seu propi pes i el plectre torna a passar per sota de la corda. Això és possible gràcies a que el plectre està subjectat en una llengüeta unida amb un pivot i una molla al cos del gatillo. La superfície inferior del plectre està tallada inclinada; així, quan el plectre descendent toca la corda des de dalt, la superfície inferior angulada proporciona prou força per empènyer la llengüeta cap enrere.[3]

- Quan el jack arriba a la posició completament baixada, l'apagador de feltre toca la corda, fent que la nota cessi.

Al clavicèmbal la pulsació de la corda ve determinada per l'acció de les tecles. Sobre l'extrem de la tecla oposat al punt en què es prem (i en general ocult sota la caixa), reposa una peça de fusta anomenada martinet, en posició vertical. La tecla recolza, aproximadament al seu punt mitjà, sobre un pivot, de manera que fa de balancí i quan hom la prem, l'extrem posterior, sobre el qual reposa el martinet, s'aixeca. A la part superior del martinet hi ha una petita llengüeta que pot pivotar lleugerament al voltant d'un eix; sobre la llengüeta es col·loca perpendicularment el plectre (o pua) que serà l'encarregat de polsar la corda durant el moviment ascendent del martinet.
Després de polsar la corda el martinet cau pel seu propi pes fins a la posició inicial. Perquè en el moviment descendent el plectre no torni a polsar la corda, la llengüeta pivota cap enrere i el plectre passa per darrere de la corda sense tocar-la. Això s'aconsegueix amb un mecanisme de molla en el martinet. A més a més, el martinet també disposa d'un esmorteïdor de feltre que apaga la nota una vegada ja s'ha tocat i així s'evita que el so es mantingui durant un temps excessiu, que provocaria una superposició amb els sons interpretats a continuació.

## Múltiples manuals i cors de corda

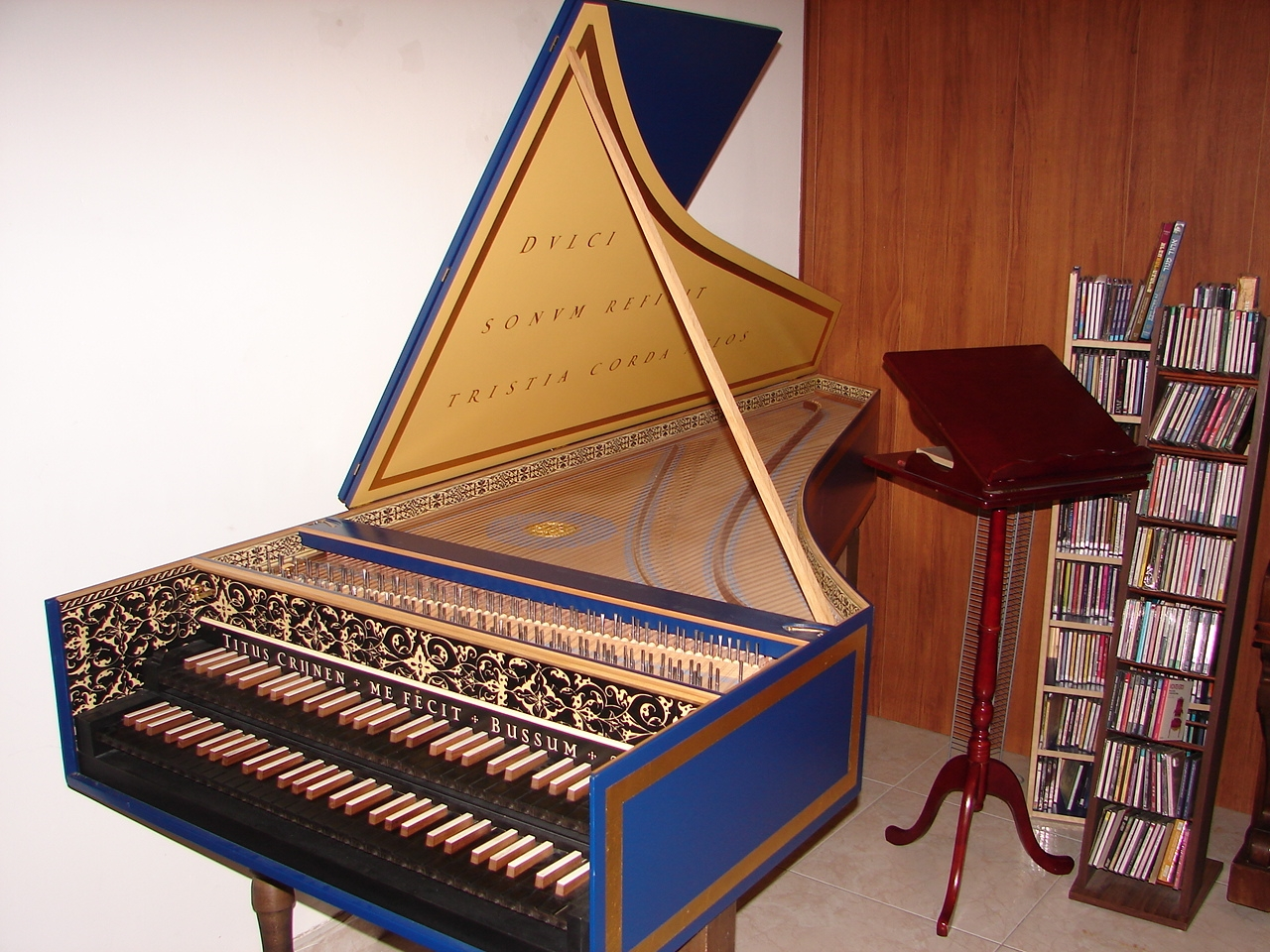
Un clavicèmbal de dos manuals

Mentre que molts clavicèmbals tenen una corda per nota, els clavicèmbals més elaborats poden tenir dues o més cordes per a cada nota. Quan hi ha diverses cordes per a cada nota, aquestes cordes addicionals s'anomenen coros de cordes. Això ofereix dos avantatges: la capacitat de variar el volum i la capacitat de variar la qualitat tonal. El volum augmenta quan l'intèrpret configura el mecanisme de l'instrument (vegeu més avall) de manera que la pressió d'una sola tecla polsa més d'una corda. La qualitat tonal es pot variar de dues maneres. En primer lloc, es poden dissenyar diferents cors de cordes per tenir qualitats tonals diferents, generalment tenint un conjunt de cordes polsades més a prop de la femella, cosa que emfatitza els harmònics més alts i produeix una qualitat sonora nasal. El mecanisme de l'instrument, anomenat registres (seguint l'ús del terme en els orgues de tubs), permet a l'intèrpret seleccionar un cor o l'altre. En segon lloc, tenir una tecla polsant dues cordes alhora canvia no només el volum sinó també la qualitat tonal; per exemple, quan es polsen simultàniament dues cordes afinades a la mateixa altura, la nota no només és més forta sinó també més rica i complexa.
S'obté un efecte particularment viu quan les cordes polsades simultàniament estan separades per una octava. Normalment, l'oïda no percep això com dues notes, sinó com una de sola: el so de la corda més aguda es barreja amb el de la més greu, i l'oïda percep la nota més greu, enriquida en qualitat tonal per la força addicional dels harmònics superiors de la nota que sona la corda més aguda.
Quan es descriu un clavicèmbal, és habitual especificar els seus cors de cordes, sovint anomenades la seva disposició. Per descriure el to dels cors de cordes, s'utilitza la terminologia de l'orgue de tubs. Les cordes amb un to de vuit peus (8') sonen al to normal esperat, les cordes amb un to de quatre peus (4') sonen una octava més alta. Els clavicèmbals ocasionalment inclouen un cor de setze peus (16') (una octava més baixa que vuit peus) o un cor de dos peus (2') (dues octaves més altes; força rar). Quan hi ha diversos cors de cordes, l'intèrpret sovint pot controlar quins cors sonen. Això es fa normalment tenint un conjunt de preses per a cada cor i un mecanisme per apagar cada conjunt, sovint movent el registre superior (a través del qual llisquen les preses) cap al costat una curta distància, de manera que els seus plectres no toquin les cordes. En instruments més senzills, això es fa movent manualment els registres, però a mesura que el clavicèmbal va evolucionar, els constructors van inventar palanques, palanques de genoll i mecanismes de pedal per facilitar el canvi de registre.
Els clavicèmbals amb més d'un teclat (normalment significa dos teclats, apilats un sobre l'altre de manera gradual, com passa amb els orgues de tubs) ofereixen flexibilitat a l'hora de seleccionar quines cordes es toquen, ja que cada manual es pot configurar per controlar el polsament d'un conjunt diferent de cordes. Això significa que un intèrpret pot tenir, per exemple, un manual de 8' i un manual de 4' a punt per al seu ús, cosa que permet canviar entre ells per obtenir tons més alts (o més baixos) o un to diferent. A més, aquests clavicèmbals sovint tenen un mecanisme (l'acoblador) que acobla els manuals, de manera que un sol manual toca els dos conjunts de cordes.
El sistema més flexible és el shove coupler francès, en què el manual inferior es llisca cap endavant i cap enrere. En la posició cap enrere, uns gossos units a la superfície superior del manual inferior s'enganxen a la superfície inferior de les tecles del manual superior. Depenent de l'elecció del teclat i la posició de l'acoblador, l'intèrpret pot seleccionar qualsevol dels conjunts de preses etiquetats a la figura 4 com a A, o B i C, o tots tres.

Figura 4. Acoblador d'empenta francès. A l'esquerra: teclats desacoblats. La tecla superior premuda aixeca el jack A cap amunt. La tecla inferior premuda aixeca els jacks B i C. A la dreta: El teclat superior s'acobla a l'inferior estirant aquest últim. La tecla superior premuda aixeca el jack A cap amunt. La tecla inferior premuda aixeca els jacks A, B i C.

El sistema anglès de jacks dogleg (també utilitzat al Flandes barroc) no requereix un acoblador. Els jacks etiquetats amb A a la Figura 5 tenen una forma de dogleg que permet que qualsevol dels teclats toqui el la. Si l'intèrpret vol tocar el 8' superior només des del manual superior i no des del manual inferior, una maneta de topall desconnecta els jacks etiquetats amb A i enganxa en canvi una filera alternativa de jacks anomenada top de llaüt (no es mostra a la Figura). Un topall de llaüt s'utilitza per imitar el so suau d'un llaüt polsat.

Figura 5. Jack dogleg, sistema d'acoblament anglès. Quan es prem, la tecla superior aixeca el jack dogleg (jack A) cap amunt. La tecla inferior aixeca els tres jacks A, B i C.

L'ús de múltiples manuals en un clavicèmbal no es va preveure originalment per la flexibilitat en l'elecció de quines cordes sonarien, sinó per la transposició de l'instrument per tocar en diferents tonalitats (vegeu Història del clavicèmbal).

Alguns clavicèmbals i orgues antics tenien una octava curta en el registre més greu. Substituïa les notes greus, rarament utilitzades, per notes més utilitzades.

Alguns clavicèmbals primerencs utilitzaven una octava curta per al registre més greu. La raó darrere d'aquest sistema era que les notes greus ♯ i ♯ poques vegades es necessiten en la música antiga. Les notes de baix profund solen formar la tonic de l'acord, i els acords de ♯ i ♯ poques vegades s'utilitzaven en aquesta època. En canvi, el Do i el Re greus, ambdues tonics d'acords molt comuns, es passen per alt si un clavicèmbal amb el Mi més greu s'afina per coincidir amb la disposició del teclat. Quan els estudiosos especifiquen el rang de to dels instruments amb aquest tipus d'octava curta, escriuen Do/Mi, que significa que la nota més greu és un Do, tocat en una tonalitat que normalment sonaria Mi. En una altra disposició, coneguda com a Sol/Si, el Si aparentment més greu s'afina a Sol, i el Do sostingut i el Re sostingut aparents s'afinen a La i Si respectivament.

## Música per a clavicèmbal
La primera música escrita especialment per a clavicèmbal solista es publicà cap a mitjan segle xvi. El clavicèmbal esdevingué un instrument preferit durant l'època barroca, amb nombroses suites, fantasies i fugues. A banda del paper solista el clavicèmbal esdevingué indispensable en l'acompanyament de pràcticament totes les peces musicals, formant part dels instruments del baix continu.
Entre els compositors barrocs destacables per la seva música per a clavicèmbal cal anomenar Girolamo Frescobaldi, els virginalistes anglesos (com William Byrd o Orlando Gibbons), Jean-Philippe Rameau, François Couperin (els dos representants més destacats de l'escola francesa per a teclat), Georg Friedrich Händel, Johann Sebastian Bach i, ja en la transició cap al classicisme, Domenico Scarlatti (amb més de 500 sonates) i Carl Philipp Emanuel Bach. A Catalunya destaquen les sonates escrites pels compositors de l'escola Montserratina, com Benet Julià, Anselm Viola, Narcís Casanoves i, especialment, Antoni Soler i Ramos, influït per les sonates de Domenico Scarlatti.
Durant el segle xix, l'oblit del clavicèmbal implicà la manca absoluta de composicions per a aquest instrument. Tanmateix, al segle xx, amb l'interès creixent per la música barroca, alguns compositors també decidiren escriure peces específiques per a clavecí. Francis Poulenc, Manuel de Falla, Henryk Górecki i Philip Glass hi han escrit concerts. Bohuslav Martinů escrigué un concert i una sonata per a clavicèmbal, mentre que György Ligeti també n'ha escrit peces solistes. Dmitri Xostakóvitx i Alfred Schnittke l'han utilitzat com a part de l'orquestra.